# Margery Kempe
Margery Kempe (King's Lynn, c. 1373 — Norfolk, c. 1440) fou una escriptora, autobiògrafa, beguina i mística religiosa anglesa. La seva autobiografia és una de les primeres de la literatura anglesa.

## Biografia
Nasqué amb el nom de Margery Brunham a Lynn (aleshores el Bisbat de Lynn) a Norfolk, al Regne d'Anglaterra l’any 1373. El seu pare, en John Brunham, fou un comerciant de Lynn, cinc vegades alcalde i membre del Parlament en sis ocasions. També exercí de jutge de pau. El germà de Margery, en Robert, es convertí en membre del Parlament l’any 1402 i l’any 1417.
Margery Kempe i la seva família visqueren a Lynn com a ciutadans burgesos. No consta cap registre de l'escolarització de Margery. Ja d’adulta sabem que un sacerdot li llegí diverses obres religioses en anglès, la qual cosa suggereix que tal vegada Margery era illetrada. Tanmateix, sembla que Margery hauria memoritzat llargs textos i, a més, era propietària d’una petita biblioteca. Això no obstant, la seva aparent analfabetització no suposà mai un impediment per a la seva vida espiritual.
Margery Kempe donà a llum a 14 fills i sofrí una gran crisi emocional després del seu primer part, tal com relata a l’inici de la seva autobiografia.
Margery Kempe aconseguí que el seu marit acceptés que ella fes vot de castedat davant de Déu. Visqueren separats des de l’any 1420. Tanmateix, poc abans que el seu marit morís l’any 1431 Margery Kempe tornà a Lynn per cuidar-lo.
Segons narra a la seva autobiografia l’any 1433 hauria emprès un viatge amb la seva jove en direcció a Danzing.
Es desconeix el lloc i la data de la seva defunció. Tanmateix, sabem que finalitzà el seu llibre l’any 1438. El mateix any que Margery Kempe va finalitzar el seu llibre una tal “Margueria Kempe” ingressà a la Confraria de Lynn. Tot i que no s’ha pogut corroborar, és més que probable que es tracti de la mateixa Margery Kempe.

## Vida espiritual
Margery visqué lliurement la seva vida espiritual, al marge de l’Església, com ho feren les beguines. L’any 1413 abandonà Anglaterra per dirigir-se a Terra Santa en peregrinació. Després visità Itàlia, aturant-se a Assís i Roma, entre d'altres. Es té constància que Margery Kempe conegué l'emparedada Juliana de Norwich, a qui anà a visitar a la seva cel·la.
L’any 1417 viatjà a Santiago de Compostel·la.

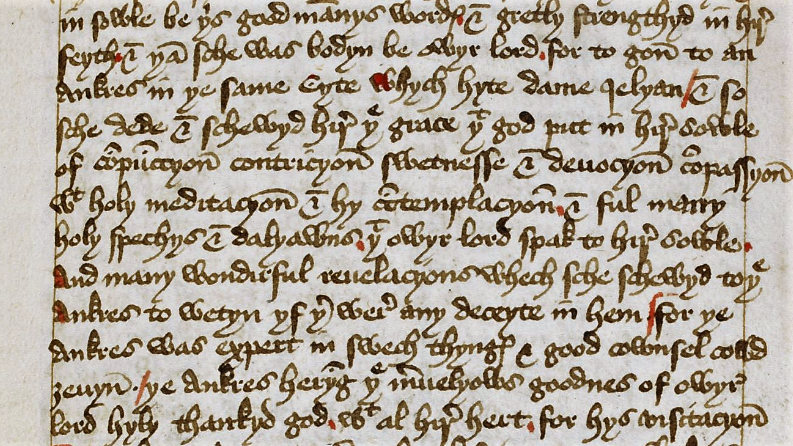
Llibre de Margery Kempe, cap. 18.

El seu llibre és el testimoni de les seves àmplies peregrinacions a diversos santuaris d’Europa i Terra Santa, així com de les seves experiències místiques. La seva autobiografia ens ofereix el relat en tercera persona de les seves experiències místiques i les seves visions. Margery afirmà que havia mantingut converses amb Jesús, Maria i Déu, entre d'altres figures religioses. Així mateix, insistí en haver sigut una activa participant del naixement de Jesús, al costat de la Verge. Tingué visions en les quals cuidava del Nen Jesús.
Kempe fou coneguda a la seva comunitat pel seu plor constant mentre pregava a Déu pel seu perdó.

## Veneració
L'Església Anglicana commemora la memòria de Margery Kempe el 9 de novembre.
L’Església Episcopal dels Estats Units commemora la seva memòria el 28 de setembre.